# Mordviniens flagga

Mordviniens flagga

Mordviniens flagga mellan 30 mars 1995 och 20 maj 2008

Mordviniens flagga antogs den 20 maj 2008. Mordviniens första flagga antogs den 30 mars 1995.